# Хелвий Клемент
Хелвий Клемент (на латински: Helvius Clemens) е политик и сенатор на Римската империя през 3 век.
През 289 г. той е суфектконсул заедно с Цейоний Прокул.